# 수라강

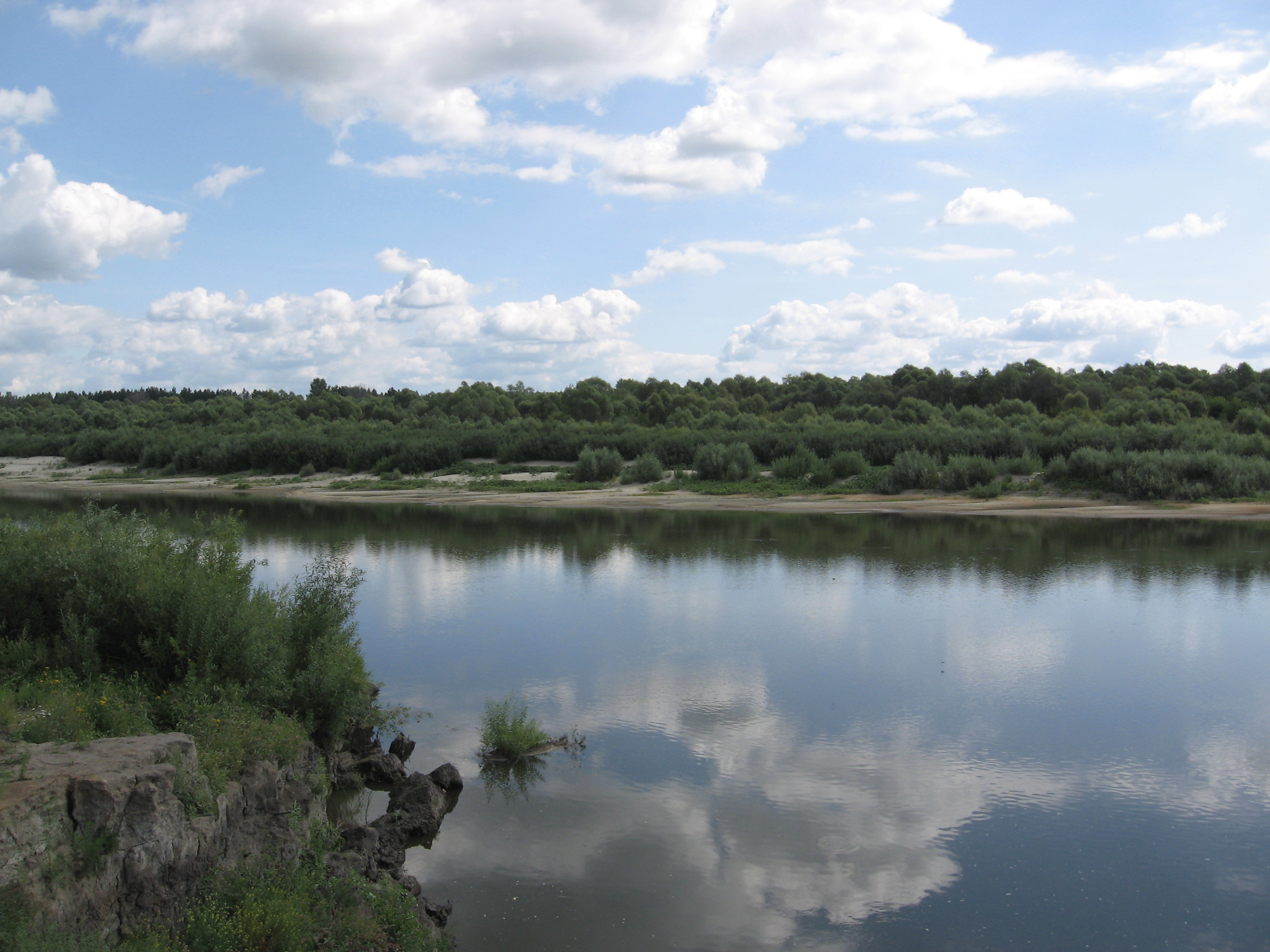
알라티리 근처의 수라강

수라(러시아어: Сура́, 추바시어: Сăр)는 러시아에 있는 강이자, 볼가강의 지류이다. 펜자주, 모르도바 공화국, 울리야놉스크주, 추바시 공화국, 니즈니노브고로드주를 통과한다. 강의 길이는 841 km이며 강어귀로부터 394 km를 항해할 수 있다.
펜자시, 알라티리, 슈메를랴, 야드린이 수라강을 따라 자리잡고 있다. 볼가강과의 합류점에 바실수르스크 촌락이 있다.